# Kokerboom

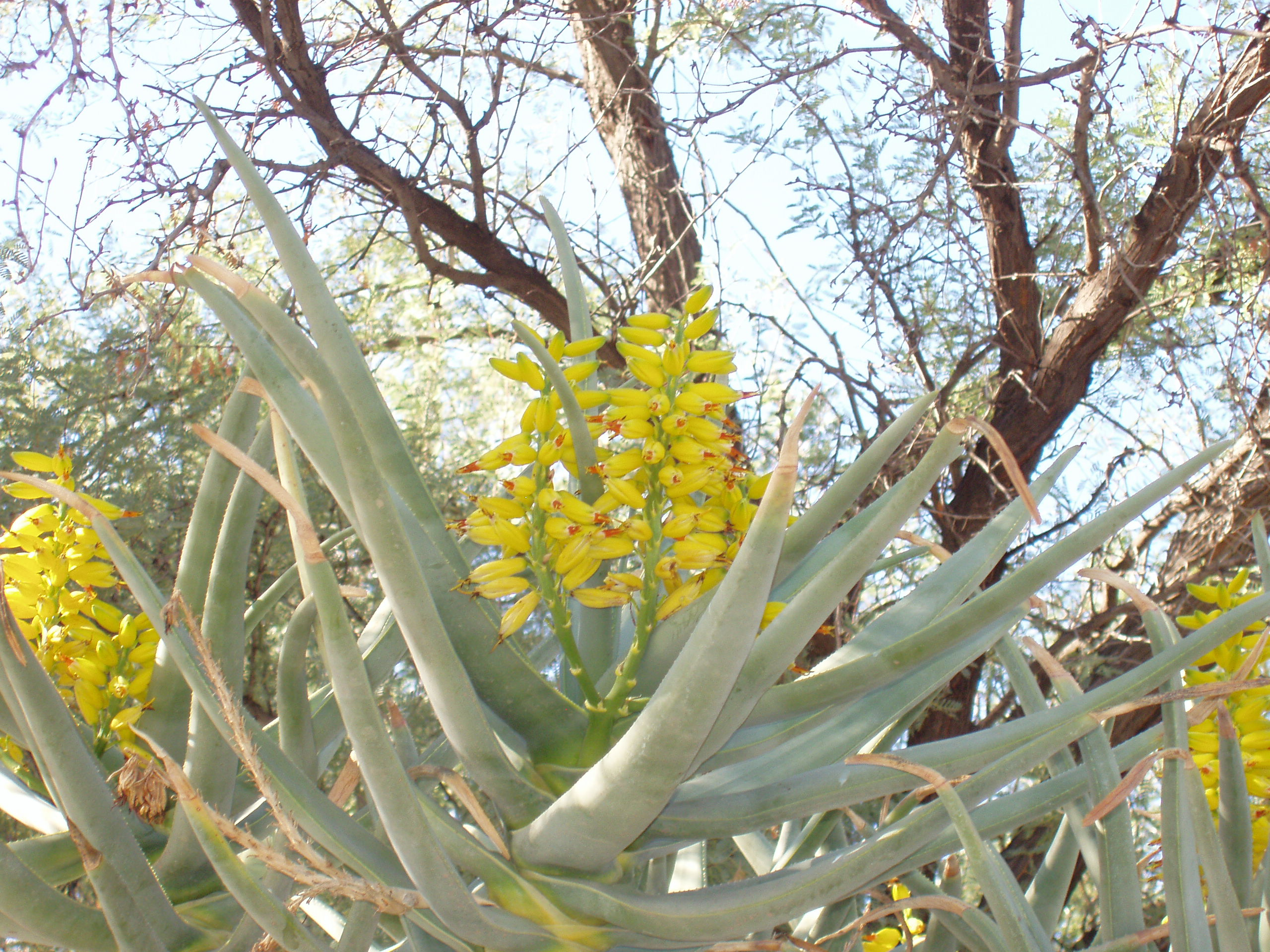
Kwiatostany

Kokerboom, drzewo kołczanowe (Aloe dichotoma Masson) – jeden z najwyższych gatunków aloesu należący do rodziny aloesowatych. Rośnie w południowej Afryce, szczególnie w prowincji Northern Cape (na północnym zachodzie RPA) oraz sąsiadującej z nią Namibii.

## Morfologia
Aloes kokerboom może osiągać wiek 80 lat.
PokrójWiecznie zielone drzewo osiągające wysokość 9 m. Korona drzewa osiąga 6 m szerokości;, często jest okrągła i gęsta, dzięki rozwidlającym się gałęziom. Gałęzie są gładkie, pokryte cienką warstwą białawego pudru, odbijającego część promieni słonecznych; rozwidlają się wielokrotnie (stąd pochodzi nazwa gatunkowa dichotoma).
PieńPojedynczy, żółtawy, szczególnie w górnych partiach. Kora tworzy złotobrązowe łuski o bardzo ostrych krawędziach.
LiścieMięsiste, brzegiem kolczaste, niebieskozielone, długości 20–30 cm. Nowe listki tworzą rozetki na końcach gałęzi, a z czasem układają się wzdłuż nich w poziomych rzędach.
KwiatyNiewielkie, jasnożółte, zebrane w grono. Kwitnie od czerwca do lipca.
BiotopJest charakterystycznym elementem terenów suchych zwanych Namaqualand i Bushmanland. Rośnie głównie na terenach skalistych, od okolic miasta Nieuwoudtville w Południowej Afryce na południu po południowe rejony Namibii na północy. Wschodnia granica jego występowania to okolice miast Upington i Kenhardt.

## Zastosowanie
- Martwe pnie dużych drzew mogą być wykorzystywane jako swojego rodzaju lodówki, ponieważ ich włóknista tkanka przyczynia się do ochładzania wnętrza na skutek przepływu powietrza. Po wydrążeniu środków pni, Buszmeni przechowują w nich wodę, mięso i warzywa.
- Sztuka kulinarna : Młode pączki kwiatowe są jadalne – wyglądają i smakują podobnie jak szparagi.
- Cukrzyki odwiedzają te kwiaty w zimie i karmią się nektarem przez nie produkowanym.
- Gęste korony drzew kołczanowych zapewniają schronienie koloniom wikłaczy, których jaja i pisklęta są tu bezpieczne przed wężami i szakalami.